# Олів Маккін
Олів Маккін (англ. Olive McKean, 10 серпня 1915, Шегейліс, штат Вашингтон — 31 березня 2006, Траутдейл, Орегон) — американська плавчиня.
Призерка Олімпійських Ігор 1936 року.

## Життєпис
Олів Маккін виступала за вашингтонський атлетичний клуб із Сіетла. Після третього місця на дистанції 100 метрів вільним стилем на фінальних олімпійських випробуваннях США в 1936 році Олів МакКін увійшла до трійки американських плавчинь, що змагалися в індивідуальних змаганнях вільним стилем на дистанції 100 метрів на літніх Олімпійських іграх 1936 року в Берліні разом з Кетрін Роулз та Берніс Лепп. Вона посіла шосте місце в олімпійському фіналі, випередивши своїх співвітчизниць. Пізніше разом з ними та Мевіс Фрімен вона виграла бронзову медаль в естафеті 4×100 метрів вільним стилем серед жінок.
Маккін була чемпіонкою Аматорського атлетичного союзу (англ. Amateur Athletic Union, AAU) на дистанції 100 метрів вільним стилем на відкритому повітрі в 1934 і 1935 роках, а в приміщенні вона виграла титул на дистанції 100 метрів AAU в 1934 році.
Після Олімпіади 1936 року вона вийшла заміж і деякий час виступала під ім'ям Олів Муха.